# Грекова Надія Григорівна
Надія Григорівна Грекова (Грек) (нар. 17 вересня 1910, місто Мінськ, тепер Республіка Білорусь — 6 січня 2001, місто Москва, Російська Федерація) — білоруська радянська діячка, 3-й секретар ЦК КП(б) Білорусі, голова Верховної Ради Білоруської РСР. Член Бюро ЦК КП(б) Білорусі у 1938—1940 р. Член Центральної Ревізійної Комісії ВКП(б) у 1939—1952 р. Депутат Верховної Ради СРСР 2-го скликання.

## Біографія
Народилася у родині робітника-залізничника. У 1922 році закінчила чотири класи семирічної школи у Мінську. У вересні 1923 — червні 1927 р. — учениця Мінської професійно-технічної школи швейників, кравчиня. У липні 1927 — березні 1928 р. — безробітна. У 1928 році вступила до комсомолу.
У березні 1928 — липні 1929 р. — кравчиня Мінської швейної фабрики «Міншвея». У липні 1929 — січні 1932 р. — кравчиня Мінської швейної фабрики «Октябрь». У січні 1932 — березні 1933 р. — завідувач бюро робітничого винахідництва і раціоналізації Мінської швейної фабрики «Октябрь».
Член ВКП(б) з лютого 1932 року.
У березні 1933 — грудні 1937 р. — заступник голови, голова ЦК профспілки робітників-швейників Білоруської РСР.
У грудні 1937 — липні 1938 р. — заступник завідувача, завідувач промислово-транспортного відділу ЦК КП(б) Білорусі.
25 липня 1938 — 22 грудня 1940 р. — 3-й секретар ЦК КП(б) Білорусі. Одночасно, 25 липня 1938 — 12 березня 1947 р. — голова Верховної Ради Білоруської РСР.
У вересні 1940 — липні 1941 р. — слухач Вищої школи партійних організаторів при ЦК ВКП(б) у Москві.
У серпні 1941 — березні 1943 р. — секретар із промисловості Казанського міського комітету ВКП(б) Татарської АРСР.
У березні 1943 — вересні 1946 р. — заступник голови Ради Народних Комісарів Білоруської РСР. У вересні 1946 — березні 1947 р. — не працювала. У березні 1947 — квітні 1949 р. — міністр харчової промисловості Білоруської РСР.
У квітні 1949 — листопаді 1952 р. — 1-й заступник міністра харчової промисловості Російської РФСР.
Була одружена із генералом армії Михайлом Сергійовичем Малініним.
З грудня 1952 року — на пенсії через хворобу у місті Москві. Похована на Новодівочому кладовищі.

## Нагороди
- орден Леніна (28.02.1939)
- орден Трудового Червоного Прапора
- ордени
- медалі